# Eupalaestrus weijenberghi
Eupalaestrus weijenberghi là một loài nhện trong họ Theraphosidae.
Loài này thuộc chi Eupalaestrus. Eupalaestrus weijenberghi được Tord Tamerlan Teodor Thorell miêu tả năm 1894.